# Foveosculum benguellense
Foveosculum benguellense är en stekelart som beskrevs av Heinrich 1967. Foveosculum benguellense ingår i släktet Foveosculum och familjen brokparasitsteklar. Inga underarter finns listade i Catalogue of Life.